# Okopy (Mazovie)
Okopy  [ɔˈkɔpɨ] est un village polonais de la gmina de Nowa Sucha dans le powiat de Sochaczew et dans la voïvodie de Mazovie.
Il se situe à proximité 12 kilomètres au sud de Sochaczew et à 54 kilomètres à l'ouest de Varsovie.
Le village possède une population de 140 habitants.